# Redução na fonte
Reduzir a produção de resíduos na origem é um dos pontos fundamentais de uma boa estratégia de Gestão Integrada de Resíduos Sólidos. Equilibrar as reais necessidades, com a produção de resíduos menos nocivos, assim como evitar o recurso a materiais de difícil aproveitamento ou valorização, é um dos pontos essenciais. As industrias são incentivadas a aumentar a sua eficiência,  reduzindo assim gastos desnecessários, e no ciclo de consumo doméstico, são integrados novos conceitos como o re-uso de matérias-primas,  evitando assim não só uma excessiva produção de novos resíduos, como diminuindo a quantidade produzida neste ciclo.
Com a redução economizam-se recursos naturais. Em última análise, menos materiais deverão ser reciclados ou enviados para aterros sanitários ou instalações de combustão de resíduos, aumentando assim o período de vida das instalações finais de deposição de resíduos, a diminuição das necessidades de incineração, a poupança de matéria prima e de energia e do custo de tratamento de resíduos.
A indústria tem incentivos económicos para a prática de redução na fonte. Quando as empresas fabricam os produtos com menos embalagem, estão a comprar menos matérias-primas. A diminuição dos custos de produção pode significar uma maior margem de lucro, podendo dessa forma apresentar produtos mais baratos, aumentando assim as potenciais vendas.
Os consumidores podem igualmente colaborar com a redução de resíduos, comprando produtos em maior quantidade, com menos embalagens ou embalagens reutilisaveis.
É um pilar importante no âmbito de uma gestão integrada de resíduos sólidos, em especial nos capítulos das tecnologias limpas..